# Природний заповідник Маріамджварі
Природний заповідник Маріамджварі (груз. მარიამჯვრის სახელმწიფო ნაკრძალი) — заповідна територія в муніципалітеті Сагареджо, регіон Кахетія в Грузії , на південних схилах хребта Гомборі.

## Історія
Природний заповідник Маріамджварі був заснований у 1935 році з метою збереження незайманих ландшафтів реліктової сосни Сосновського (Pinus sosnowskyi).
Наразі природний заповідник Маріамджварі є частиною заповідних територій Грузії, які також включають керовані заповідники Коругі та керовані заповідники Іорі.

## Флора
Більша частина ландшафту заповідника вкрита лісом. Реліктова сосна Сосновського Кавказу поширена на висоті 800—1800 м над рівнем моря. Він представлений різноманітністю форм завдяки поліморфізму дерев: пірамідальний (Pinus Sosnowsky Nakai var. Pyramidalis Kurd.), компактний (Pinus Sosnowsky Nakai var. Compacta Kurd.), овальний (Pinus Sosnowsky Nakai var. Ovalus Kurd.), зонтичний тип (Pinus Sosnowsky Nakai var. umbraculifera Kurd.). У заповідному лісі трапляються також екземпляри граба звичайного, граба східного (Carpinus orientalis), дуба, бука, клена, в'яза . Також є багато видів чагарників.